# El poder en los hombres y en los pueblos
El poder en los hombres y en los pueblos o El poder: un nuevo análisis social (Power: A New Social Analysis, 1938) es un libro de filosofía social escrito por Bertrand Russell, que fue editado por primera vez en español en 1939. Para Russell, el poder es la habilidad para alcanzar las metas. En particular, Russell tiene en mente el poder social, es decir, el poder sobre la gente.

## Cuatro temas principales
El libro contiene una serie de argumentos; sin embargo, cuatro temas tienen un papel central en la obra. El primer tema tratado en el análisis es «que el ansia de poder es una parte de la naturaleza humana». En segundo lugar, el texto enfatiza que «existen diferentes formas de poder social y que estas formas están sustancialmente interrelacionadas». En tercer lugar, el poder implica que «las organizaciones usualmente están conectadas con ciertos tipos de individuos». Finalmente, la obra termina por argumentar que «el gobierno arbitrario puede y debe ser sometido».
A lo largo de la obra, la ambición de Russell se centra en desarrollar un nuevo método que conciba a las ciencias sociales como un todo. Para él, todos los temas en las ciencias sociales no son más que análisis de diferentes formas de poder, sobre todo, las formas económicas, militares, culturales y civiles. Finalmente, Russell esperaba que las ciencias sociales sean lo suficientemente robustas para capturar las «leyes de la dinámica social», que describirían cómo y cuándo una forma de poder cambia a otra. Como objetivo secundario de la obra, Russell se esfuerza por rechazar las explicaciones del poder social en una sola causa, tales como el determinismo económico que atribuye a Karl Marx; no obstante, esta atribución es muy controvertida entre los estudiosos de Marx

## Lista de capítulos
| 1. El impulso hacia el poder 2. Líderes y seguidores 3. Las formas de poder 4. Poder sacerdotal 5. Poder real 6. Poder desnudo 7. Poder revolucionario 8. Poder económico 9. Poder sobre opinión 10. Credos como fuentes de poder 11. La biología de las organizaciones 12. Poderes y formas de gobierno 13. Organizaciones y el individuo 14. Competencia 15. Poder y códigos morales 16. Filosofías del poder 17. La ética del poder 18. La domesticación del poder |

## Naturaleza del poder
La visión de Russell de la naturaleza humana, como la de Thomas Hobbes, es pesimista. Según Russell, el deseo de empoderarse a uno mismo es exclusivo de la naturaleza humana. Ningún otro animal, además del Homo sapiens, argumenta, es capaz de estar tan insatisfecho con su suerte como para tratar de acumular más bienes de los que satisfacen sus necesidades. El "impulso al poder", como él lo llama, no surge a menos que se hayan saciado los deseos básicos. (Russell 1938: 3) Entonces la imaginación se agita, lo que motiva al actor a ganar más poder. En opinión de Russell, el amor al poder es casi universal entre las personas, aunque adopta diferentes formas de persona a persona. Una persona con grandes ambiciones puede convertirse en el próximo dirigente político, pero otros pueden contentarse con simplemente dominar el hogar. (Russell 1938: 9)
Este impulso al poder no sólo está "explícitamente" presente en los líderes, sino también a veces "implícitamente" en los que le siguen. Está claro que los líderes pueden perseguir y beneficiarse de la promulgación de su propia agenda, pero en una "empresa genuinamente cooperativa", los seguidores parecen beneficiarse indirectamente de los logros del líder. (Russell 1938: 7-8)
Al enfatizar este punto, Russell refuta explícitamente el argumento de Friedrich Nietzsche sobre la "moralidad amo-esclavo". Russell explica:
   "La mayoría de los hombres no sienten en sí mismos la competencia necesaria para llevar a su grupo a la victoria y, por lo tanto, buscan un capitán que parezca poseer el coraje y la sagacidad necesarios para lograr la supremacía ... Nietzsche acusó al cristianismo de inculcar una moralidad esclavista". , pero el triunfo final siempre fue la meta. 'Bienaventurados los mansos, porque ellos heredarán la tierra' "(Russell 1938: 9).
La existencia de poder implícito, explica, es la razón por la que las personas son capaces de tolerar la desigualdad social durante un período de tiempo prolongado (Russell 1938: 8).
Sin embargo, Russell se apresura a señalar que la invocación de la naturaleza humana no debe tener el costo de ignorar los excepcionales temperamentos personales de los buscadores de poder. Siguiendo a Alfred Adler (1927), y hasta cierto punto haciéndose eco de Nietzsche, separa a los individuos en dos clases: los que son imperiosos en una situación particular y los que no lo son. El amor al poder, nos dice Russell, probablemente no esté motivado por complejos freudianos (es decir, el resentimiento hacia el padre, la lujuria por la madre, impulsos hacia Eros y Thanatos (impulsos de amor y muerte, que constituyen la base de todos los impulsos humanos, etc.,) sino más bien por un sentido de derecho que surge de una confianza en uno mismo excepcional y profundamente arraigada (Russell 1938: 11).
La persona imperiosa tiene éxito debido a factores mentales y sociales. Por ejemplo, los imperiosos tienden a tener una confianza interna en su propia competencia y decisión, que es relativamente deficiente en los que les siguen. (Russell 1938: 13) En realidad, los imperiosos pueden o no poseer habilidades genuinas; más bien, la fuente de su poder también puede surgir de su función hereditaria o religiosa. (Russell 1938: 11)
Las personas no imperiosas incluyen aquellas que se someten a un gobernante y aquellas que se retiran por completo de la situación de dominio. Un candidato confiado y competente para el liderazgo puede retirarse de una situación cuando carece del coraje para desafiar a una autoridad en particular, es tímido por temperamento, o simplemente no tiene los medios para adquirir el poder por los métodos habituales. También porque es completamente indiferente a los asuntos de poder, y / o está moderado por un sentido del deber bien desarrollado. (Russell 1938: 13-17)
En consecuencia, mientras que un orador imperioso tenderá a preferir una multitud apasionada sobre una simpatizante, un orador (o sujeto) tímido tendrá preferencias opuestas. El orador imperioso está interesado principalmente en una turba que es más propensa a la emoción precipitada que a la reflexión. (Russell 1938: 18) Este orador intentará diseñar dos 'capas' de creencia en su multitud: "una capa superficial, en la que el poder del enemigo se magnifica para hacer que un gran coraje parezca necesario, y una capa más profunda, en el que hay una firme convicción de victoria"(Russell 1938: 18). Por el contrario, los tímidos buscarán un sentido de pertenencia y "la tranquilidad que se siente al ser parte de una multitud en la que todos se sienten iguales" (Russell 1938: 17).
Cuando una persona determinada tiene una crisis de confianza y se encuentra en una situación aterradora, tenderá a comportarse de manera predecible: primero, se somete a la regla de quienes parecen tener mayor competencia en la tarea más relevante, y en segundo lugar, se rodeará de esa masa de personas que comparten un nivel de confianza igualmente bajo. Así, la gente se somete al gobierno del líder en una especie de solidaridad de emergencia. (Russell 1938: 9-10) [4] [5]

## Formas de poder
Para empezar, Russell está interesado en clasificar las diferentes formas en que un ser humano puede tener poder sobre otro, lo que él llama las "formas de poder". Las formas pueden subdividirse en dos: la influencia sobre las personas y los tipos de influencia psicológica. (Russell 1938: 24,27) [6]
Para comprender cómo operan las organizaciones, explica Russell, primero debemos comprender los métodos básicos mediante los cuales pueden ejercer el poder; es decir, debemos comprender la manera en que se persuade a los individuos para que sigan alguna autoridad. Russell divide las formas de influencia en tres categorías muy generales: "el poder de la fuerza y la coerción"; el "poder de los incentivos", como el condicionamiento operante y la conformidad grupal; y "el poder de la propaganda y / o el hábito" (Russell 1938: 24). [7]
Para explicar cada forma, Russell proporciona ilustraciones. El poder de la mera fuerza es como atar una cuerda alrededor del vientre de un cerdo y levantarlo hasta un barco ignorando sus gritos. El poder de los incentivos se compara con dos cosas: o condicionamiento, como lo ejemplifican los animales de circo que han sido entrenados para realizar este o aquel truco para una audiencia, o la aquiescencia del grupo, como cuando el líder de las ovejas es arrastrado para que el resto del rebaño lo siga. Finalmente, el poder de la propaganda es similar al uso de la zanahoria y el palo para influir en el comportamiento de un burro, en el sentido de que se está persuadiendo al burro de que realizar determinadas acciones (seguir la zanahoria, evitar el palo) más o menos en su beneficio. (Russell 1938: 24)
Russell hace una distinción entre formas tradicionales, revolucionarias y desnudas de influencia psicológica. (Russell 1938: 27) Estos tipos psicológicos se superponen con las formas de influencia en algunos aspectos: por ejemplo, el "poder desnudo" puede reducirse únicamente a la coerción. (Russell 1938: 63) Pero los otros tipos son unidades de análisis distintas y requieren tratamientos separados.

### Poder desnudo y poder económico
Cuando se usa la fuerza en ausencia de otras formas, se le llama "poder desnudo". En otras palabras, el poder desnudo es el ejercicio despiadado de la fuerza sin el deseo o intento de consentimiento. En todos los casos, las fuentes del poder desnudo son los temores de los impotentes y las ambiciones de los poderosos (Russell 1938: 127). Como ejemplo de poder desnudo, Russell recuerda la historia de Agatocles, el hijo de un alfarero que se convirtió en el tirano de Siracusa. (Russell 1938: 69–72)
Russell sostiene que el poder desnudo surge dentro de un gobierno bajo ciertas condiciones sociales: cuando dos o más credos fanáticos compiten por el gobierno, y cuando todas las creencias tradicionales han decaído. Un período de poder desnudo puede terminar con la conquista extranjera, la creación de estabilidad y / o el surgimiento de una nueva religión (Russell 1938: 74).
El proceso por el cual una organización alcanza la prominencia suficiente para poder ejercer el poder desnudo puede describirse como la regla de tres fases (Russell 1938: 63). De acuerdo con esta regla, lo que comienza como fanatismo por parte de alguna multitud, eventualmente produce conquista por medio del poder desnudo. En segundo lugar, la aquiescencia de la población periférica transforma el poder desnudo en poder tradicional. Finalmente, una vez que se ha apoderado del poder tradicional, se involucra en la supresión de la disidencia mediante el uso del poder desnudo.
Para Russell, el poder económico es paralelo al poder de condicionamiento. (Russell 1938: 25) Sin embargo, a diferencia de Marx, enfatiza que el poder económico no es primario, sino que se deriva de una combinación de las formas de poder. Según él, la economía depende en gran medida del funcionamiento del derecho y, especialmente, del derecho de propiedad; y la ley es en gran medida una función del poder sobre la opinión, que no puede explicarse enteramente por el salario, el trabajo y el comercio. (Russell 1938: 95)
En última instancia, Russell sostiene que el poder económico se obtiene mediante la capacidad de defender el propio territorio (y conquistar otras tierras), poseer los materiales para el cultivo de los recursos propios y poder satisfacer las demandas de otros en el mercado. (Russell 1938: 97–101, 107)

### El poder de (y sobre la) opinión
En el modelo de Russell, el poder sobre los credos y hábitos de las personas es difícil de calcular. Afirma que, por un lado, los deterministas económicos habían subestimado el poder de la opinión. Sin embargo, por otro lado, argumenta que es fácil argumentar que todo poder es poder sobre la opinión: porque "los ejércitos son inútiles a menos que los soldados crean en la causa por la que están luchando ... La ley es impotente a menos que sea generalmente respetada". (Russell 1938: 109) Sin embargo, admite que la fuerza militar puede generar opinión y (con pocas excepciones) ser lo que imbuye de poder a la opinión en primer lugar:
   "Por lo tanto, tenemos una especie de balancín: primero, la pura persuasión que conduce a la conversión de una minoría; luego, la fuerza ejercida para asegurar que el resto de la comunidad sea expuesta a la propaganda correcta; y finalmente una creencia genuina de parte de la gran mayoría, lo que vuelve innecesario el uso de la fuerza". (Russell 1938: 110)
"No es del todo cierto que la persuasión sea una cosa y la fuerza otra. Muchas formas de persuasión, incluso muchas que todos aprueban, son en realidad una especie de fuerza. Consideremos lo que les hacemos a nuestros hijos. No les decimos : "Algunas personas piensan que la tierra es redonda, y otras piensan que es plana; cuando crezcas, puedes, si quieres, examinar la evidencia y formar tu propia conclusión". En lugar de esto decimos: 'La tierra es redonda'. Para cuando nuestros hijos tienen la edad suficiente para examinar la evidencia, nuestra propaganda les ha cerrado la mente..." (Bertrand Russell 1938: 221)
Así, aunque "el poder sobre la opinión" puede ocurrir con o sin fuerza, el poder de un credo surge sólo después de que una minoría poderosa y persuasiva ha adoptado voluntariamente el credo.
La excepción aquí es el caso de la ciencia occidental, que aparentemente aumentó en atractivo cultural a pesar de ser impopular entre las fuerzas del poder establecido. Russell explica que la popularidad de la ciencia no se basa en un respeto general por la razón, sino que se basa completamente en el hecho de que la ciencia produce tecnología y la tecnología produce cosas que la gente desea. De manera similar, la religión, la publicidad y la propaganda tienen poder debido a sus conexiones con los deseos de sus audiencias. La conclusión de Russell es que la razón tiene una influencia muy limitada, aunque específica, sobre las opiniones de las personas. Porque la razón sólo es eficaz cuando apela al deseo. (Russell 1938: 111–112)
Russell luego investiga el poder que tiene la razón sobre una comunidad, en contraste con el fanatismo. Podría parecer que el poder de la razón es que puede aumentar las probabilidades de éxito en cuestiones prácticas mediante la eficiencia técnica. El costo de permitir una investigación razonada es la tolerancia del desacuerdo intelectual, que a su vez provoca escepticismo y atenúa el poder del fanatismo. A la inversa, parecería que una comunidad es más fuerte y más cohesionada si existe un acuerdo generalizado dentro de ella sobre ciertos credos, y el debate razonado es raro. Si estas dos condiciones opuestas se van a explotar plenamente para obtener ganancias a corto plazo, entonces se exigirían dos cosas: primero, que algún credo sea sostenido por la opinión mayoritaria (a través de la fuerza y la propaganda), y segundo, que la mayoría de la clase intelectual se pone de acuerdo a través de una discusión razonada. Sin embargo, a largo plazo, los credos tienden a provocar cansancio, escepticismo leve, incredulidad absoluta y, finalmente, apatía. (Russell 1938: 123-125)
Russell es muy consciente de que el poder tiende a quedarse en manos de una minoría, y no menos cuando se trata del poder sobre la opinión. El resultado es una "propaganda sistemática", o el monopolio de la propaganda por parte del estado. Quizás sorprendentemente, Russell afirma que las consecuencias de la propaganda sistemática no son tan nefastas como cabría esperar. (Russell 1938: 114-115) Un verdadero monopolio sobre la opinión conduce a la arrogancia descuidada entre los líderes, así como a la indiferencia por el bienestar de los gobernados y a una falta de credulidad de parte de los gobernados hacia el estado. A largo plazo, el resultado neto es:
       "retrasar la revolución, pero para hacerla más violenta cuando llegue. Cuando sólo se permite oficialmente una doctrina, los hombres no tienen práctica en pensar o sopesar alternativas; sólo una gran ola de revuelta apasionada puede destronar la ortodoxia; y con el fin de para hacer que la oposición sea lo suficientemente sincera y violenta como para lograr el éxito, parecerá necesario negar incluso lo que era cierto en el dogma gubernamental" (Russell 1938: 115).
Por el contrario, el astuto propagandista del estado contemporáneo permitirá el desacuerdo, de modo que las opiniones establecidas falsas tengan algo a lo que reaccionar. En palabras de Russell: "Las mentiras necesitan competencia para mantener su vigor". (Russell 1938: 115)

### Poder revolucionario versus poder tradicional
Entre los tipos de influencia psicológica, tenemos una distinción entre "poder tradicional, desnudo y revolucionario". (El poder desnudo, como se señaló anteriormente, es el uso de la coerción sin ninguna pretensión de legitimidad).
Por "poder tradicional", Russell tiene en mente las formas en que la gente apelará a la fuerza del hábito para justificar un régimen político. Es en este sentido que el poder tradicional es psicológico y no histórico; ya que el poder tradicional no se basa enteramente en un compromiso con algún credo histórico lineal, sino más bien, en un mero hábito. Además, el poder tradicional no tiene por qué basarse en la historia real, sino más bien en la historia imaginada o fabricada. Por lo tanto, escribe que "tanto los innovadores religiosos como seculares, en todo caso los que han tenido un éxito más duradero, han apelado, en la medida de lo posible, a la tradición, y han hecho todo lo que estaba en su poder para minimizar los elementos de novedad en su sistema." (Russell 1938: 40)
Los dos ejemplos más claros de poder tradicional son los casos de "poder real" y "poder sacerdotal". Russell remonta históricamente ambos a ciertos roles que cumplieron alguna función en las sociedades primitivas. El sacerdote es similar al curandero de una tribu, que se cree que tiene poderes únicos de maldición y curación a su disposición (Russell 1938: 36). En la mayoría de los casos contemporáneos, los sacerdotes se basan en movimientos sociales religiosos basados en la autoridad carismática, que han sido más efectivos para usurpar el poder que aquellas religiones que carecen de fundadores icónicos (Russell 1938: 39-40). La historia de la monarquía es más difícil de examinar y el investigador solo puede especular sobre sus orígenes. Como mínimo, el poder de la realeza parece avanzar con la guerra, incluso si hacer la guerra no era la función original del rey (Russell 1938: 56).
Cuando las formas de poder tradicional llegan a su fin, tiende a haber un cambio correspondiente en los credos. Si se duda de los credos tradicionales sin ninguna alternativa, entonces la autoridad tradicional se basa cada vez más en el uso del poder desnudo. Y donde los credos tradicionales son reemplazados por completo por otros alternativos, el poder tradicional da lugar al poder revolucionario (Russell 1938: 82).
El "poder revolucionario" contrasta con el poder tradicional en que apela al asentimiento popular a algún credo, y no simplemente al consentimiento o al hábito popular. Así, para el revolucionario, el poder es un medio para un fin, y el fin es un credo u otro. Cualesquiera que sean sus intenciones, el poder del revolucionario tiende a volver a convertirse en un poder desnudo con el tiempo, o bien a transformarse en un poder tradicional (Russell 1938: 82).
El revolucionario se enfrenta al menos a dos problemas especiales. Primero, la transformación de nuevo en poder desnudo ocurre cuando el poder revolucionario ha existido durante un largo período sin lograr una resolución a su conflicto clave. En algún momento, el objetivo original del credo tiende a ser olvidado y, en consecuencia, los fanáticos del movimiento cambian sus objetivos y aspiran a la mera dominación (Russell 1938: 92). En segundo lugar, el revolucionario debe enfrentarse siempre a la amenaza de los contrarrevolucionarios y, por tanto, se enfrenta a un dilema: dado que el poder revolucionario debe, por definición, pensar que la revolución original estaba justificada, "no puede, lógicamente, sostener que todas las revoluciones posteriores deben ser malvadas"(Russell 1938: 87).
También es posible una transición al poder tradicional. Así como hay dos tipos de poder tradicional, el sacerdotal y el monárquico, hay dos tipos de poder revolucionario, a saber, el "soldado de fortuna" y el "conquistador divino". Russell clasifica a Benito Mussolini y Napoleón Bonaparte como soldados de fortuna, y a Adolf Hitler, Oliver Cromwell y Vladimir Lenin como conquistadores divinos (Russell 1938: 12). No obstante, las formas tradicionales sólo guardan una relación imperfecta, si es que existe alguna, con las formas revolucionarias.

## Estructura de las organizaciones
Habiendo presentado al lector las formas de poder, Russell aplica esas formas a una selección de organizaciones. El propósito de analizar las organizaciones es que parecen ser una de las fuentes más comunes de poder social. Por "organización", Russell se refiere a un conjunto de personas que comparten algunas actividades y se dirigen a objetivos comunes, lo que se caracteriza por una redistribución del poder (Russell 1938: 128). Las organizaciones difieren en tamaño y tipo, aunque es común a todas ellas la tendencia a que aumente la desigualdad de poder a medida que aumenta la membresía.
Sería imposible una lista exhaustiva de los tipos de organización, ya que la lista sería tan larga como una lista de razones humanas para organizarse en grupos. Sin embargo, Russell se interesa solo en una pequeña muestra de organizaciones. El ejército y la policía, las organizaciones económicas, las organizaciones educativas, las organizaciones judiciales, los partidos políticos y las iglesias son todas reconocidas como entidades sociales. (Russell 1938: 29–34,128,138-140)
El investigador también podría medir la organización por su uso de la comunicación, el tamaño y la distribución del poder en relación con la población. (Russell 1938: 130,132-134) Las habilidades mejoradas para comunicarse y transportarse tienden a estabilizar las organizaciones más grandes y dificultar las más pequeñas.
Una organización determinada no puede reducirse fácilmente a una forma particular de poder. Por ejemplo, la policía y el ejército son, evidentemente, instrumentos de fuerza y coacción, pero no sería fácil decir que tienen poder simplemente por su capacidad de coaccionar físicamente. Más bien, la policía es considerada como un instrumento de una institución legítima por parte de la población, y la organización depende de la propaganda y el hábito para mantener la deferencia popular hacia su autoridad. De manera similar, las organizaciones económicas operan mediante el uso de condicionamientos, en forma de dinero; pero se puede decir que la fuerza de una economía depende en gran parte de la operación funcional de la aplicación de la ley que hace posible el comercio, mediante la regulación de la paz y los derechos de propiedad. (Russell 1938: 25,95)
Russell cree que el efecto general de una organización es aumentar el bienestar de las personas o ayudar a la supervivencia de la propia organización: "En lo principal, los efectos de las organizaciones, además de los que resultan de las actividades gubernamentales son tales que aumentan la felicidad y el bienestar individuales". (Russell 1938: 170)

### Formas de gobernanza
Las formas de gobierno son las formas familiares en que las organizaciones establecen sus estructuras de liderazgo: como monarquías, oligarquías y democracias. De esta manera, cualquier organización, ya sea económica o política, puede buscar sus objetivos.
Cada forma de gobierno tiene sus propios méritos y defectos:
"El 'contrato social', en el único sentido en el que no es del todo mítico, es un contrato entre conquistadores, que pierde su razón de ser si se les priva de los beneficios de la conquista". Bertrand Russell (1938: 149)
Russell señala que la monarquía surge de manera más natural que cualquier otra forma de gobierno y es más cohesiva. Todo lo que requiere una monarquía para permanecer en el poder es, primero, que la población le tema al monarca; y segundo, que el círculo íntimo de seguidores se inspire tanto en confianza como en un deseo implícito de poder. (Russell 1938: 149-150)
Sin embargo, las monarquías tienen graves problemas. Contra Hobbes, no se puede decir que ninguna monarquía surja de un contrato social dentro de la mayoría de la población. Además, si una monarquía es hereditaria, es probable que la descendencia real no tenga habilidad para gobernar; y si es así, entonces se producirá una guerra civil para determinar el siguiente en la fila. Finalmente, y quizás lo más obvio, el monarca no se ve necesariamente obligado a tener ningún respeto por el bienestar de sus súbditos (Russell 1938: 150-151).
La oligarquía, o el gobierno de unos pocos sobre muchos, se presenta en muchas formas diferentes:
- La aristocracia terrateniente hereditaria, que (sostiene Russell) tiende a ser "conservadora, orgullosa, estúpida y bastante brutal" (Russell 1938: 151);
- La burguesía, una clase mercantil que tiene que ganarse la riqueza. Históricamente, según el relato de Russell, han tendido a ser más inteligentes, astutos y diplomáticos;
- La clase industrial, que es de "un tipo totalmente diferente" a la burguesía, y es más propensa a coaccionar que a comportarse diplomáticamente, debido en gran parte a las relaciones impersonales que mantienen con sus empleados; y
- La élite ideológica. Las élites ideológicas tienden a permitir la reversión a la monarquía, además de admitir una fuerte censura. Sin embargo, su gobierno también tiene ciertos puntos fuertes. Por ejemplo, es más probable que lleguen a un acuerdo común inmediatamente después de una revolución; no pueden representar una minoría hereditaria o económica de la población; y tienden a ser políticamente más conscientes y activos. (Russell 1983: 152-153)

La democracia, o el gobierno de muchos sobre sí mismos. El gobierno de las masas es positivo, ya que es menos probable que conduzca a una guerra civil que las alternativas. Una característica ambivalente de la democracia es el hecho de que los representantes se ven obligados a comprometer sus ideologías para mantenerse en el poder, lo que puede frenar tanto las tendencias positivas como las negativas. En el lado negativo, las democracias no son muy buenas para tratar temas que exigen autoridad experta o decisiones rápidas. Además, una democracia es fácilmente corrupta por sus políticos. Además, una democracia puede caer fácilmente en la apatía popular que permite que los políticos corruptos no se controlen (Russell 1938: 154-159).

## Ética del poder
Habiendo completado los capítulos que analizan los aspectos relevantes del poder en la vida social, Russell cambia su enfoque hacia las cuestiones filosóficas que están conectadas con esos problemas. Al entrar en este nuevo terreno, se pregunta qué se puede hacer para frenar los esfuerzos de quienes aman el poder. Las respuestas se pueden encontrar en posibles acciones colectivas o en deberes individuales.

### Moralidad positiva y privada
"Entre los seres humanos, el sometimiento de las mujeres es mucho más completo en un cierto nivel de civilización que entre los salvajes. Y el sometimiento siempre está reforzado por la moral". Bertrand Russell sobre la dominación de la mujer (1938: 188-189)
Hay una distinción entre formas de moralidad positiva y privada. La moralidad positiva tiende a asociarse con el poder tradicional y siguiendo principios antiguos con un enfoque limitado; por ejemplo, las normas y tabúes del derecho matrimonial. La moral personal está asociada al poder revolucionario y al seguimiento de la propia conciencia. (Russell 1938: 186-206)
El sistema social dominante tendrá algún impacto en los códigos morales positivos reinantes de la población. En un sistema donde predomina la piedad filial, habrá un mayor énfasis en una cultura sobre la sabiduría de los ancianos. (Russell 1938: 188-189) En una monarquía, se alentará a la cultura a creer en una moralidad de sumisión, con tabúes culturales colocados sobre el uso de la imaginación; ambos aumentan la cohesión social al fomentar la autocensura de la disidencia. (Russell 1938: 190-191) El poder sacerdotal no es tan impresionante, incluso cuando está en plena floración. En su apogeo, el poder sacerdotal depende de que no se le oponga el poder real y no se lo usurpe una moralidad de conciencia; e incluso entonces, se enfrenta a la amenaza de un amplio escepticismo. (Russell 1938: 192-193) Sin embargo, algunas convicciones morales no parecen tener ninguna fuente en la élite del poder: por ejemplo, el tratamiento de la homosexualidad a principios del siglo XX no parece estar ligado al éxito de un gobierno particular. (Russell 1938: 194)
Russell se pregunta si se puede encontrar alguna otra base para la ética además de la moralidad positiva. Russell asocia la moralidad positiva con el conservadurismo y lo entiende como una forma de actuar que sofoca el espíritu de paz y no logra frenar las luchas. (Russell 1938: 197) Mientras tanto, la moralidad personal es la fuente última de moralidad positiva y está más basada en el intelecto. (Russell 1938: 198-199) Sin embargo, la moralidad personal está tan profundamente conectada con los deseos de los individuos que, si se dejara como única guía para la conducta moral, conduciría al caos social del "rebelde anárquico". (Russell 1938: 206)
Abogando por un compromiso entre la moralidad positiva y la privada, Russell primero enfatiza que existe el progreso moral, un progreso que puede ocurrir a través de revoluciones. (Russell 1938: 199) En segundo lugar, proporciona un método mediante el cual podemos probar si un tipo particular de moralidad privada es una forma de progreso:
   "Un individuo puede percibir una forma de vida, o un método de organización social, mediante el cual podrían satisfacerse más deseos de la humanidad que con el método existente. Si percibe verdaderamente y puede persuadir a los hombres para que adopten su reforma, está justificada su rebelión". (Russell 1938: 206)

### Filosofía del poder
La resistencia individual al poder puede tomar dos formas diametralmente opuestas: las que complacen el impulso de poder y las que buscan sofocar por completo el impulso de poder.
Algunos de los que han intentado escapar del impulso de poder han recurrido a formas de quietismo o pacifismo. Uno de los principales proponentes de tales enfoques fue el filósofo Laozi. Desde la perspectiva de Russell, tales puntos de vista son incoherentes, ya que solo se niegan a sí mismos el poder coercitivo, pero conservan el interés en persuadir a otros de su causa; y la persuasión es una forma de poder, para Russell. Además, sostiene que el amor al poder puede ser algo bueno. Por ejemplo, si uno siente cierto deber hacia sus vecinos, puede intentar obtener poder para ayudar a esos vecinos (Russell 1938: 215-216). En resumen, el enfoque de cualquier política no debería estar en la prohibición de tipos de poder, sino más bien, en ciertos tipos de uso del poder (Russell 1938: 221).
Otros pensadores han enfatizado la búsqueda del poder como una virtud. Algunas filosofías tienen sus raíces en el amor al poder porque las filosofías tienden a ser unificación coherente en la búsqueda de algún objetivo o deseo. Así como una filosofía puede luchar por la verdad, también puede luchar por la felicidad, la virtud, la salvación o, finalmente, el poder. Entre esas filosofías que Russell condena como arraigadas en el amor al poder: todas las formas de idealismo y antirrealismo, como el solipsismo de Johann Gottlieb Fichte; ciertas formas de pragmatismo; la doctrina de la evolución creativa de Henri Bergson; y las obras de Friedrich Nietzsche (Russell 1938: 209-214).
Según la perspectiva de Russell sobre el poder, hay cuatro condiciones bajo las cuales el poder debe perseguirse con convicción moral. Primero, debe perseguirse sólo como un medio para algún fin, y no como un fin en sí mismo; además, si es un fin en sí mismo, entonces debe tener un valor comparativamente menor que los demás objetivos. En segundo lugar, el objetivo final debe ser ayudar a satisfacer los deseos de los demás. En tercer lugar, los medios por los que uno persigue su objetivo no deben ser atroces o malignos, de modo que superen el valor del fin; como (por ejemplo) el gaseado de niños en aras de la democracia futura (Russell 1938: 201). Cuarto, las doctrinas morales deben apuntar a la verdad y la honestidad, no a la manipulación de los demás (Russell 1938: 216-218).
Para representar estos puntos de vista, Russell aconseja al lector que desaliente los temperamentos crueles que surgen de la falta de oportunidades. Además, el lector debe fomentar el desarrollo de habilidades constructivas, que brindan a la persona otras opciones a alternativas más fáciles y destructivas. Por último, deben fomentar el sentimiento de cooperación y frenar los deseos competitivos (Russell 1938: 219-220, 222).

## Domesticación del poder arbitrario
Entre los temas que exigen una acción ética colectiva, Russell identifica algunos como "gobierno político", "competencia económica", "competencia propagandística" y "vida psicológica". Para realizar cambios positivos en cada una de estas esferas del comportamiento colectivo, Russell creía que el poder tendría que hacerse más difuso y menos arbitrario.

### Gobierno político
Para tener éxito en la domesticación de un gobierno político arbitrario, dice Russell, el objetivo de una comunidad debe ser fomentar la democracia. Russell insiste en que el comienzo de todas las reformas de mejora del gobierno debe presuponer la democracia como regla. Incluso las declaraciones de apoyo a dictadores supuestamente benévolos deben descartarse como dudosas. (Russell 1938: 226)
Además, la democracia debe estar impregnada de respeto por la autonomía de las personas, para que el cuerpo político no se derrumbe por la tiranía de la mayoría. Para evitar este resultado, las personas deben tener un sentido bien desarrollado de separación entre la aquiescencia a la voluntad colectiva y el respeto por la autonomía del individuo. (Russell 1938: 227)
La acción colectiva debe limitarse a dos dominios. Primero, debe usarse para tratar problemas que son principalmente "geográficos", que incluyen cuestiones de saneamiento, transporte, electricidad y amenazas externas. En segundo lugar, debería utilizarse cuando un tipo de libertad individual representa una amenaza importante para el orden público; por ejemplo, el discurso que incita a quebrantar la ley (Russell 1938: 227-228). 
Al formular su perspectiva sobre el tamaño preferible del gobierno, Russell se encuentra con un dilema. Señala que, cuanto menor es la democracia, más empoderamiento siente el ciudadano; sin embargo, cuanto más grande es la democracia, más se inflaman las pasiones y los intereses de los ciudadanos. En ambas situaciones, el resultado es la fatiga de los votantes. (Russell 1938: 229) Hay dos posibles soluciones a este problema: organizar la vida política de acuerdo con los intereses vocacionales, como ocurre con la sindicalización; u organizarla según grupos de interés. (Russell 1938: 229-230)
"En tiempos pasados, los hombres se vendían al diablo para adquirir poderes mágicos. Hoy en día adquieren esos poderes por la ciencia y se ven obligados a convertirse en demonios. No hay esperanza para el mundo a menos que el poder pueda ser domesticado y puesto en servicio, no de este o aquel grupo de tiranos fanáticos, sino de toda la raza humana ... porque la ciencia ha hecho inevitable que todos deben vivir o todos deben morir". Bertrand Russell (1938: 22)
Para Russell, un gobierno federal solo es sensato cuando tiene poderes limitados pero bien definidos. Russell aboga por la creación de un gobierno mundial compuesto por estados-nación soberanos (Russell 1938: 197, 230–31). En su opinión, la función de un gobierno mundial debería ser únicamente asegurar que se evite la guerra y se busque la paz (Russell 1938: 230-31). En el escenario mundial, la democracia sería imposible, debido al poder insignificante que cualquier individuo en particular podría tener en comparación con toda la raza humana.
Una sugerencia final para la reforma de la política es la noción de que debería haber un equilibrio político en todas las ramas del servicio público. La falta de equilibrio en las instituciones públicas crea refugios para las fuerzas reaccionarias, que a su vez socavan la democracia. Russell enfatiza dos condiciones necesarias para lograr el equilibrio. Aboga, en primer lugar, por la abolición del carácter legal de las confesiones como prueba, para eliminar el incentivo para que la policía extraiga la confesión bajo tortura (Russell 1938: 232). En segundo lugar, la creación de dos ramas de la policía para investigar delitos particulares: una que presume la inocencia del acusado y la otra que presume la culpa (Russell 1938: 233).

### Competencia
La competencia, para Russell, es una palabra que puede tener muchos usos. Aunque la mayoría de las veces se usa para referirse a la competencia entre empresas, también se puede usar para hablar de competencia entre estados, entre ideólogos, entre clases, rivales, trusts, trabajadores, etc. Sobre este tema, Russell finalmente desea responder a dos preguntas: "Primero, ¿en qué tipo de casos la competencia es técnicamente un derroche? En segundo lugar, ¿en qué casos es deseable por motivos no técnicos?" (Russell 1938: 176). Al hacer estas preguntas, tiene dos preocupaciones directamente en mente: la competencia económica y la competencia de la propaganda.
La cuestión de si la competencia económica es defendible o no requiere un examen desde dos perspectivas: el punto de vista moral y el punto de vista técnico.
Desde el punto de vista técnico, ciertos bienes y servicios solo pueden ser proporcionados de manera eficiente por una autoridad centralizada. Para Russell, parece ser un hecho económico que las organizaciones más grandes son capaces de producir artículos con un cierto estándar y se adaptaran mejor a las necesidades que son de naturaleza geográfica, como los ferrocarriles y el tratamiento del agua. Por el contrario, las organizaciones más pequeñas son las más adecuadas para crear productos personalizados y locales. (Russell 1938: 176-177; 234) 
Desde el punto de vista del especialista en ética, la competencia entre estados se encuentra en el mismo plano moral que la competencia entre empresas modernas (Russell 1938: 177). De hecho, según Russell, el poder económico y el poder político son capaces de devastar:
   "En los países democráticos, las organizaciones privadas más importantes son económicas. A diferencia de las sociedades secretas, pueden ejercer su terrorismo sin ilegalidad, ya que no amenazan con matar a sus enemigos, sino sólo con matarlos de hambre". (Russell 1938: 147)
Dado que son moralmente equivalentes, tal vez no sea sorprendente que la cura para las injusticias políticas sea idéntica a la cura para las económicas: a saber, la institución de la democracia en las esferas económica y política (Russell 1938: 234).
Por "democracia económica", Russell se refiere a una especie de socialismo democrático, que al menos implica la nacionalización de industrias selectas (ferrocarriles, agua, televisión). Para que esto funcione de manera efectiva, sostiene que el sistema social debe ser tal que el poder se distribuya en una sociedad de personas altamente autónomas. (Russell 1938: 238-240)
Russell tiene cuidado de indicar que su apoyo a la nacionalización se basa en la suposición de que puede lograrse bajo los auspicios de una democracia sólida y que puede protegerse contra la tiranía estatista. Si cualquiera de las condiciones falla, la nacionalización no es deseable. Al hacer esta advertencia, Russell enfatiza la distinción entre propiedad y control. Señala que la nacionalización, que permitiría a los ciudadanos poseer colectivamente una industria, no garantizaría a ninguno de ellos el control de la industria. De la misma manera, los accionistas poseen partes de las empresas, pero el control de la empresa en última instancia recae en el director ejecutivo (Russell 1938: 235).
El control de la propaganda es otro asunto. Russell en este caso apunta específicamente a las doctrinas de John Stuart Mill. Russell sostiene que el argumento de Mill a favor de la libertad de expresión es demasiado débil, siempre que se equilibre con el principio del daño; porque cualquier discurso que valga la pena proteger por razones políticas es probable que cause daño a alguien. Por ejemplo, el ciudadano debería tener la oportunidad de acusar a gobernantes maliciosos, pero eso seguramente dañaría al gobernante, como mínimo (Russell 1938: 179).
Russell reemplaza el análisis de Mill con un examen del tema desde cuatro perspectivas: la perspectiva del gobernante, el ciudadano, el innovador y el filósofo. El gobernante racional siempre está amenazado por las actividades revolucionarias y siempre se puede esperar que prohíba todo discurso que llame al asesinato. Sin embargo, se aconsejaría al gobernante que permitiera la libertad de expresión para prevenir y disminuir el descontento entre los súbditos, y no tiene ninguna razón para suprimir ideas que no están relacionadas con su gobierno, por ejemplo, la doctrina copernicana del heliocentrismo. En relación con esto, el ciudadano entiende principalmente la libertad de expresión como una extensión del derecho a hacer pacíficamente lo que de otra manera sólo podría hacerse mediante la violencia (Russell 1938: 179-182).
El innovador no tiende a preocuparse mucho por la libertad de expresión, ya que se involucra en la innovación a pesar de la resistencia social. Los innovadores pueden dividirse en tres categorías: los milenaristas fanáticos, que creen en su doctrina con exclusión de todos los demás, y que solo buscan proteger la difusión de sus propios credos; los milenaristas virtuosos, que enfatizan que las transiciones revolucionarias deben comenzar a través de la persuasión racional y la guía de sabios, y por eso apoyan la libertad de expresión; y los progresistas, que no pueden prever la dirección del progreso futuro, pero reconocen que el libre intercambio de ideas es un requisito previo para ello. Para el filósofo, la libertad de expresión permite a las personas incurrir en dudas racionales y crecer en sus deberes prudenciales. (Russell 1938: 182-185)
En cualquier caso, el derecho de los ciudadanos a disentir y decidir a sus gobernantes es sacrosanto para Russell. Cree que un verdadero debate público podría ser operado por medios de comunicación estatales, como la BBC, que tendrían el deber de brindar una amplia gama de puntos de vista sobre los asuntos políticos. Para algunos otros temas, como el arte y la ciencia, debe garantizarse la competencia más plena y libre entre ideas. (Russell 1938: 185)

### Educación
La discusión final en el trabajo se refiere a las opiniones de Russell sobre la educación. (Russell 1938: 242-251) Los ciudadanos de una democracia sana deben tener dos virtudes, para Russell: el "sentido de autosuficiencia y confianza" necesario para la acción autónoma; y la humildad necesaria para "someterse a la voluntad de la mayoría" cuando ha hablado. (Russell 1938: 244) El último capítulo de Poder: un nuevo análisis social se concentra significativamente en la cuestión de cómo inspirar confianza en los estudiantes, desde el punto de vista de un educador.
Son necesarias dos condiciones principales. Primero, el ciudadano / estudiante debe estar libre de odio, miedo y del impulso de someterse. (Russell 1938: 244–245) Las oportunidades económicas tendrán algún impacto en el temperamento del estudiante a este respecto, por lo que es necesario realizar reformas económicas para crear más oportunidades. Pero la reforma del sistema educativo también es necesaria, en particular, para fomentar en el alumno la amabilidad, la curiosidad y el compromiso intelectual con la ciencia. El rasgo común de los estudiantes con la mente científica es un sentido de equilibrio entre el dogmatismo y el escepticismo. (Russell 1938: 246)
Además, el alumno debe contar con buenos instructores, que enfaticen la razón sobre la retórica. Russell indica que la mente crítica es una característica esencial del ciudadano sano de una democracia, ya que la histeria colectiva es una de las mayores amenazas para la democracia (Russell 1938: 248). Al enseñar historia, el maestro puede examinar un evento particular desde una multitud de perspectivas diferentes y permitir que los estudiantes usen sus facultades críticas para hacer evaluaciones cada uno. (Russell 1938: 247) En todos los casos, el objetivo sería fomentar el crecimiento personal, la voluntad de ser "tentativos en el juicio" y la "capacidad de respuesta a la evidencia". (Russell 1938: 250)
La obra termina con las siguientes palabras:
    "Fichte y los poderosos que han heredado sus ideales, cuando ven niños, piensan: 'Aquí hay material que puedo manipular' ... Todo esto, para cualquier persona con natural cariño por los jóvenes, es horrible; así como enseñamos a los niños a evitar ser destruidos por los automóviles, también debemos enseñarles a evitar ser destruidos por fanáticos crueles ... Esta es la tarea de una educación liberal: dar un sentido del valor de las cosas ajeno a la dominación, para ayudar a crear ciudadanos sabios de una comunidad libre, y mediante la combinación de ciudadanía con libertad en la creatividad individual para permitir a los hombres dar a la vida humana ese esplendor que algunos pocos han demostrado que se puede lograr (Russell 1938: 251).